# 11月13日
11月13日是阳历一年中的第317天（闰年第318天），离全年的结束还有48天。

## 大事记

### 20世紀以前
- 1002年：英格兰国王艾塞尔雷德二世下令屠杀在英格兰境内的丹麦人。
- 1775年：美国独立战争：大陆军进攻英属加拿大的蒙特利尔。
- 1851年：西雅图建城。

### 20世紀
- 1907年：法國工程師保羅·科爾尼研製的第一架全尺寸直升機在卡爾瓦多斯省利雪試飛成功。
- 1909年：中国近代文学史上规模最大的文学社团南社在苏州成立。
- 1918年：北京拆毁克林德牌坊。
- 1918年：協約國占领君士坦丁堡。
- 1927年：中国共产党在湖北黄安（今红安）、麻城两县武装暴动，被称为黄麻起义。
- 1927年：位于美国纽约州纽约市的荷兰隧道通车。
- 1929年：嘎达梅林领导700多人发动起义，反对汉人开垦达尔罕旗的土地。
- 1938年：中國抗日戰爭中，長沙市遭國民革命軍縱火，死亡人數超過3萬人，全城付之一炬。
- 1940年：華特·迪士尼製作的動畫電影《幻想曲》在美國紐約首演，為第一部使用的立體聲商業電影。
- 1945年：戴高乐当选法国总统。
- 1956年：美国最高法院裁决阿拉巴马州和蒙哥马利市关于公共汽车种族隔离的法规违法。
- 1957年：中国《人民日报》发表题为《发动全民，讨论四十条纲要，掀起农业生产的新高潮》社论。文章最早提出了“大跃进”的口号。
- 1958年：美国海军第七舰队在台湾海峡举行军事演习。
- 1963年：一名男子揮舞著匕首，準備攻擊日本共產黨主席野坂參三，但被制服。
- 1974年：亚西尔·阿拉法特第一次在聯合國大會發表演說。
- 1975年：世界卫生组织宣布：亚洲有史以来第一次消灭了天花。
- 1975年：中华人民共和国与科摩罗建交。
- 1981年：香港女公務員可享有與男公務員同酬待遇。
- 1982年：位於美國華盛頓哥倫比亞特區的越戰紀念碑正式開放，以紀念參與越南戰爭的美軍士兵。
- 1985年：哥倫比亞托利馬省的內瓦多·德·魯伊斯火山兩次爆發，大量的岩漿和石塊已吞沒了火山周圍的幾個城鎮，這次火山爆發是哥倫比亞歷史上最嚴重的一次自然災害，至少有兩萬五千人死亡，兩個城鎮被毀，物資損失巨大。
- 1985年：以色列爆发严重的政府危机[來源請求]。
- 1989年：欧洲核子研究中心的大型正负电子对撞机落成。
- 1989年：东德维利·斯多夫（Willi Stoph）政府迫于压力，宣布集体辞职。
- 1990年：英国计算机科学家蒂姆·伯纳斯-李于NeXT工作站上编写了万维网的第一个网页
- 1992年：秘鲁发生政变（英语：1992_Peruvian constitutional crisis）未遂。
- 1993年：南非政府與非国大同意建立一個不分種族、不分性別、統一和民主的南非。
- 1993年：中國北方航空6901號班機在中國烏魯木齊墜毀，導致12人死亡。[1]
- 1995年：沙特阿拉伯首都利雅得发生爆炸事件，造成六人死亡和六十人受伤。[2]
- 1995年：莫桑比克加入英联邦，成为该组织首个非英国前殖民地的成员。
- 1997年：中国淮南市煤矿礦務局潘三礦發生特大瓦斯爆炸事故，造成89人遇難，兩人重傷。[3]
- 1998年：保拉·琼斯（英语：Paula Jones）诉美國總統比尔·克林顿性骚扰案告终。
- 2000年：约瑟夫·艾斯特拉达遭指控使用来自非法赌博赚来的400万菲律宾披索进行贿赂，成为第一位遭到弹劾的菲律宾总统。
- 2000年：《聯合國氣候變化綱要公約》第6屆締約方會議召開。

### 21世紀
- 2007年：俄羅斯版YouTube上線。[4]
- 2009年：美國國家航空暨太空總署宣佈在月球南極發現水源。
- 2010年：被緬甸軍政府軟禁於寓所中長達十年的缅甸政治家翁山蘇姬獲釋。
- 2013年：夏威夷州将同性婚姻合法化。
- 2015年：恐怖組織伊斯蘭國成員在法國巴黎發動連續恐怖襲擊，造成137人死亡和368人受傷。
- 2016年：紐西蘭南島中部城市遭遇Mw7.8的大地震，造成2人死亡和多處受到嚴重破壞。
- 2022年：土耳其最大城市伊斯坦布尔独立大街发生爆炸袭击，至少8人死亡、81人受伤。当局指责库尔德斯坦工人党及叙利亚民主联盟党策动事件，以报复土耳其于2019年入侵叙利亚罗贾瓦地区。

## 出生
- 354年：希波的奥古斯丁，羅馬帝國末期基督教神學家、哲學家，曾任北非希波主教（430年逝世）
- 650年：王勃，唐朝詩人（676年逝世）
- 1125年：陸游，南宋詩人（1210年逝世）
- 1312年：愛德华三世，英格蘭國王（1377年逝世）
- 1486年：約翰·埃克，天主教神學家（1543年逝世）
- 1493年：威廉四世，巴伐利亞公爵（1550年逝世）
- 1504年：腓力一世，黑森伯國伯爵（1567年逝世）
- 1559年：阿尔布雷希特七世，奥地利哈布斯堡首位大公（1621年逝世）
- 1572年：西里爾·盧卡里斯，希臘主教暨神學家（1638年逝世）
- 1760年：清仁宗嘉庆帝，中国皇帝（1820年逝世）
- 1801年：伊丽莎白·卢多维卡，巴伐利亞公主、普魯士公國王后（1873年逝世）
- 1801年：艾瑪莉·奧古斯塔，巴伐利亞公主、萨克森王國王后（1877年逝世）
- 1806年：艾米利亞·普萊特，波蘭立陶宛貴族、革命家（1831年逝世）
- 1814年：約瑟夫·胡克，美國陸軍少將（1879年逝世）
- 1850年：羅伯特·路易斯·史蒂文森，蘇格蘭小說家、詩人、旅遊作家，英國文學新浪漫主義代表之一（1894年逝世）
- 1854年：喬治·查德威克，美國作曲家、音樂教育家（1931年逝世）
- 1856年：路易斯·布蘭戴斯，第一位猶太裔美國最高法院大法官（1941年逝世）
- 1869年：南弘，日本政治人物，第15任臺灣總督（1946年逝世）
- 1893年：愛德華·阿德爾伯特·多伊西，美國生物化學家，1943年諾貝爾生理學或醫學獎得主（1986年逝世）
- 1894年：阿圖爾·內貝，德國黨衛隊幹部（1945年逝世）
- 1896年：岸信介，日本政治人物，第56、57任內閣總理大臣（1987年逝世）
- 1898年：華萊士·班奈特，美國商人、政治人物，曾任猶他州聯邦參議員（1993年逝世）
- 1899年：伊斯坎德爾·米爾扎，巴基斯坦政治人物，首任巴基斯坦總統（1969年逝世）
- 1899年：黄现璠，中国民族学家（1982年逝世）
- 1906年：婉容，清朝最后一位皇后（1946年逝世）
- 1907年：胡璉，中華民國陸軍一級上將（1977年逝世）
- 1907年：西萨旺·瓦達納，老挝國王（1978年逝世）
- 1913年：，建立高棉共和國的武裝部隊總司令、總理、總統（1985年逝世）
- 1922年：鮑方，香港男演員、導演（2006年逝世）
- 1923年：司徒志仁，香港高級警官（1990年逝世）
- 1923年：琳達·克里斯蒂安，墨西哥裔美國演員（2011年逝世）
- 1924年：木村資生，日本生物學家（1994年逝世）
- 1929年：朝潮太郎，日本相撲力士，第46代橫綱（1988年逝世）
- 1934年：蓋瑞·馬歇爾，美國演員、導演、作家、製作人（2016年逝世）
- 1934年：羅蘭，香港演員
- 1934年：彼得·阿奈特，紐西蘭裔美國戰地記者
- 1937年：吳家瑋，香港物理學家（2025年逝世）
- 1939年：卡雷爾·布呂克納，前捷克國家足球隊主教練
- 1940年：索爾·阿倫·克里普克，美國邏輯學家、哲學家（2022年逝世）
- 1943年：克萊門特·穆安巴，剛果共和國政治人物，第16任剛果共和國總理（2021年逝世）
- 1946年：大原麗子，日本演員（2009年逝世）
- 1948年：胡德華，中國企業家（2025年逝世）
- 1948年：李琳琳，香港演員
- 1949年：石橋義三，日本專業賽車手
- 1953年：弗蘭西丝·康羅伊，美國女演員
- 1953年：理查德·喬薩，澳大利亞數學家
- 1953年：洛佩斯·奥布拉多爾，墨西哥政治人物，第65任墨西哥總統
- 1955年：，美國女演員、作家、創作歌手、脫口秀主持人
- 1957年：格雷格·阿博特，美國政治人物，現任德克薩斯州州長
- 1959年：琳恩·豪，丹麥物理學家、教育家
- 1962年：黃平洋，台灣棒球投手
- 1964年：黃家強，香港創作歌手，Beyond低音結吉他手
- 1964年：李對淵，韓國男演員
- 1965年：唐綺陽，台灣女藝人、占星專家
- 1965年：洪剑涛，中國演員
- 1967年：劉蓓，中國演員
- 1967年：菊希·曹拉，印度女演員
- 1967年：史蒂夫·茨恩，美國男演員
- 1967年：吉米·坎摩爾，美國喜劇演員、電視製作人、美國脫口秀吉米·金摩直播秀主持人
- 1968年：溫裕紅，香港女演員（2023年逝世）
- 1969年：蔡智恆，台灣作家
- 1969年：梁又南，台灣女演員
- 1969年：淺野麻由美，日本女性聲優
- 1969年：傑拉德·巴特勒，蘇格蘭演員
- 1969年：阿亞安·希爾西·阿里，索馬里裔荷蘭女權分子、無神論者、作家、政治人物
- 1970年：何豪傑，台灣演員
- 1972年：陳曉楠，中國主持人
- 1972年：木村拓哉，日本男演員、歌手
- 1972年：孔誥烽，美國社會學家
- 1973年：陳國華，台灣歌手
- 1975年：伊維卡·德拉古蒂諾維奇，塞爾維亞足球運動員
- 1976年：蕭淑慎，台灣藝人
- 1977年：黃曉明，中國男演員
- 1977年：劉孜，中國演員
- 1978年：許瑋倫，台灣女演員（2007年逝世）
- 1978年：胡靜，中國演員
- 1978年：申雪，中國花样滑冰運動員
- 1978年：李志，中國歌手
- 1979年：佐藤麻衣，日本籍台灣藝人
- 1979年：慈善·辛迪福特-阿堤斯，美國籃球運動員
- 1980年：宋佳，中國女演員
- 1980年：弗朗索瓦-路易·特朗布莱，加拿大男子短道速滑運動員
- 1981年：余文樂，香港男演員、歌手
- 1981年：韦斯利·亨特，美國政治人物，現任德克薩斯州聯邦眾議員
- 1982年：陳思瑋，台灣男歌手
- 1982年：倖田來未，日本女歌手
- 1982年：齋藤直葵，日本插畫家、漫畫家、YouTuber
- 1983年：廖人帥，台灣男子樂團CIRCUS前成員
- 1983年：李卓敏，香港女新聞主播
- 1984年：盧卡斯·巴里奥斯，阿根廷裔巴拉圭足球運動員
- 1986年：齊藤佑圭，日本女性聲優
- 1986年：文彩元，韓國女演員
- 1987年：達娜·沃爾默，美國游泳運動員
- 1988年：許亦妮，香港女藝人
- 1988年：葉青，中國演員
- 1989年：黃河，台灣男演員
- 1990年：孫盛希，台灣女歌手
- 1993年：茱莉亞·麥可斯，美國歌手
- 1997年：趙方婧，中國歌手、詞曲作者
- 2000年：許龍一，香港男子高爾夫球運動員
- 2001年：孫慧舟，韓國女子偶像團體本月少女成員
- 2002年：艾瑪·拉杜卡努，英國職業網球運動員
- 2005年：萊尼·約羅，法國職業足球運動員

## 逝世
- 867年：教宗尼閣一世，羅馬主教（820年出生）
- 1093年：马尔科姆三世，苏格兰国王（1031年出生）
- 1143年：富尔克，耶路撒冷国王（1089年出生）
- 1154年：伊贾斯拉夫二世·姆斯季斯拉维奇，基辅罗斯王公（1097年出生）
- 1317年：瑪·約伯耶和華三世，東方亞述教會中國籍牧首（1245年出生）
- 1319年：埃里克六世，丹麦国王（1274年出生）
- 1359年：伊凡二世，莫斯科大公（1326年出生）
- 1460年：恩里克，葡萄牙航海家（1394年出生）
- 1587年：海瑞，明朝政治人物（1514年出生）
- 1726年：索菲·多萝西亚，汉诺威选帝侯之妻（1666年出生）
- 1770年：喬治·格倫維爾，英國政治人物，前任英國首相（1712年出生）
- 1866年：威廉·巴加，第一代莎恩斯通從男爵，英国海军元帅（1781年出生）
- 1868年：焦阿基诺·罗西尼，意大利作曲家（1792年出生）
- 1883年：J·馬里恩·西姆斯，美國外科醫師（1813年出生）
- 1890年：戴維斯爵士，第二任香港總督（1795年出生）
- 1903年：卡米耶·畢沙羅，法國印象派畫家（1830年出生）
- 1934年：史量才，上海申報社長（1880年出生）
- 1935年：孙传芳，北洋軍閥、五省聯軍總司令（1885年出生）
- 1942年：丹尼爾·卡拉漢，美國海軍少將（1890年出生）
- 1948年：陈布雷，蒋介石谋士（1890年出生）
- 1949年：瑪格娜·呂克塞特-斯科格曼，挪威裔瑞典女高音歌唱家（1874年出生）
- 1957年：安托宁·萨波托斯基，捷克斯洛伐克共产党早期领导人（1884年出生）
- 1983年：金栗四三，日本男子田徑運動員（1891年出生）
- 1988年：多拉蒂·安塔爾，匈牙利裔美國指揮家、作曲家（1906年出生）
- 1994年：木村資生，日本生物学家（1924年出生）
- 2006年：许觉民，中国文学评论家（1921年出生）
- 2007年：稻尾和久，日本職棒球員（1937年出生）
- 2008年：马克坚，中国足球运动员（1936年出生）
- 2010年：羅君左，香港演員（1959年出生）
- 2014年：亚历山大·格罗滕迪克，法國數學家（1928年出生）
- 2014年：艾爾文·達克，美国棒球球员（1922年出生）
- 2017年：博比·多尔，美国棒球球员及教练（1918年出生）
- 2017年：小托馬斯·傑羅姆·哈德納，美國海軍、海軍航空兵軍官（1924年出生）
- 2018年：李維菁，台灣作家、藝術評論家（1969年出生）
- 2019年：张琪，中医学学者（1922年出生）
- 2019年：吴炳璋，中国京胡（1926年出生）
- 2019年：光頭哥哥，台灣網路紅人（1975年出生）
- 2019年：泷口幸广，日本演员（1985年出生）
- 2020年：約翰·默瑞格·托馬斯，英國化學家（1932年出生）
- 2020年：彼得·薩特克利夫，英國連環殺手（1946年出生）
- 2021年：約翰·皮爾森，英國小說家、傳記作者（1930年出生）
- 2021年：哈迪亞·哈拉夫·阿巴斯，敘利亞政治家（1958年出生）
- 2023年：秦裕琨，中國熱能工程、燃燒學專家（1933年出生）
- 2023年：瑪麗安娜·川普，美國律師、聯邦法官（1937年出生）
- 2024年：達因·再努丁，馬來西亞政治人物、商人（1938年出生）
- 2024年：阿南惟茂，日本外交官（1941年出生）

## 节假日和习俗
- 世界行善日（英语：World Kindness Day）
- 基督教：約翰一世慶節
- 美国：薩迪·霍金斯日（英语：Sadie Hawkins Day）
- 日本茨城县：茨城县民之日
1871年12月24日（日本旧历11月13日）废藩置县时，首次使用“茨城县”这个名字。1968年（为明治100年）时制订。